# Dianna Agron
Dianna Elise Agron (/ˈeɪɡrɒn/ sinh ngày 30 tháng 4 năm 1986) là một diễn viên, ca sĩ và vũ công người Mỹ, được biết đến nhiều nhất với vai Quinn Fabray trong sê ri phim truyền hình Glee.

## Tiểu sử
Dianna Agron được sinh ra ở Savannah, Georgia nhưng lớn lên ở San Antonio, Texas và San Francisco, California. Cô là con gái của Mary và Ronald S. Agron, quản lý của chuỗi khách sạn Hyatt. Gia đình của bố Agron xuất phát từ Nga và tên họ gốc của họ, Agronsky, được chính quyền Đảo Ellis thay đổi. Bố cô sinh ra trong một gia đình Do Thái, còn mẹ cô được cải đạo thành Do Thái giáo; Agron theo học ở một trường dạy tiếng Hebrew và đã trải qua lễ trưởng thành bat mitzvah. Agron học tiểu học tại Burlingame Intermediate School và trung học tại Burlingame High School ở Burlingame, California. Cô bắt đầu nhảy từ năm 3 tuổi, và bắt đầu dạy nhảy khi ở độ tuổi thiếu niên. Cô nói mình không "nổi tiếng" theo nghĩa thường thấy ở trường, nhưng cô vẫn có nhiều bạn bè từ những thành phần khác nhau.
Khi 15 tuổi, cô biết được rằng bố cô bị đa xơ cứng. Trong một bài phỏng vấn với tạp chí Cosmopolitan, cô tiết lộ: "Đã có một chút thay đổi từ khi chuyện này xảy ra," cô nói. "Ở độ tuổi đó, bạn không thể tin được rằng bố mẹ mình rồi sẽ chết." Căn bệnh đó khiến mối quan hệ giữa bố mẹ cô tan vỡ và họ quyết định ly thân, một điều rất khủng khiếp đối với cô và em trai. "Tôi phải đóng vai trò là nhà trị liệu cho gia đình mình... trở thành chất keo hàn gắn." Cô tạm ngừng rồi nói, "Tôi vẫn chưa sẵn sàng để nói về những chuyện như thế." Cô cũng tỏ ra rất kín đáo về đời tư của mình..

## Sự nghiệp

### Những hoạt động đầu tiên
Agron đã xuất hiện trong những chương trình truyền hình như Shark, Close to Home, CSI: NY, Numb3rs, và một vai phụ trong Veronica Mars. Sau đó cô thủ vai Harper trong sê ri 13 tập phim ngắn It's a Mall World do Milo Ventimiglia đạo diễn và được phát sóng trên MTV, cũng như trong mùa thứ hai của Heroes trong vai Debbie Marshall, đội trưởng đội cổ vũ ở trường trung học Costa Verde. Dianna cũng đã trở thành người dẫn chương trình cho lễ hội âm nhạc nhỏ Chickens in Love của 826LA ở Los Angeles.
Cô là một trong số những ngôi sao trẻ ở Hollywood được lựa chọn tham gia vào chiến dịch quảng bá mùa xuân năm 2010 Ocean Pacific của Wal-Mart. Chiến dịch toàn quốc này được ra mắt trên nhiều tạp chí thời trang, phong cách sống và giải trí như  Elle, Teen Vogue, Seventeen và Cosmopolitan cũng như trên trang web chính thức của Ocean Pacific. Thêm vào đó, những người nổi tiếng này cũng đã tổ chức một bữa tiệc Ocean Pacific ở Los Angeles vào cuối tháng 4 và xuất hiện nhiều lần với tư cách đại diện cho hãng.

### Glee
Vai diễn đáng chú ý nhất của Agron là Quinn Fabray, một thành viên đội cổ vũ trường trung học, trong sê ri phim truyền hình Glee của Fox. Cô cùng các bạn diễn đã nhận được giải thưởng Screen Actors Guild Award dành cho Màn biểu diễn nhóm xuất sắc trong một sê ri phim hài vào năm 2010 và được đề cử trong cùng hạng mục năm 2011, cũng như hai giải quả cầu vàng dành cho sê ri phim truyền hình nhạc kịch/hài xuất sắc nhất.

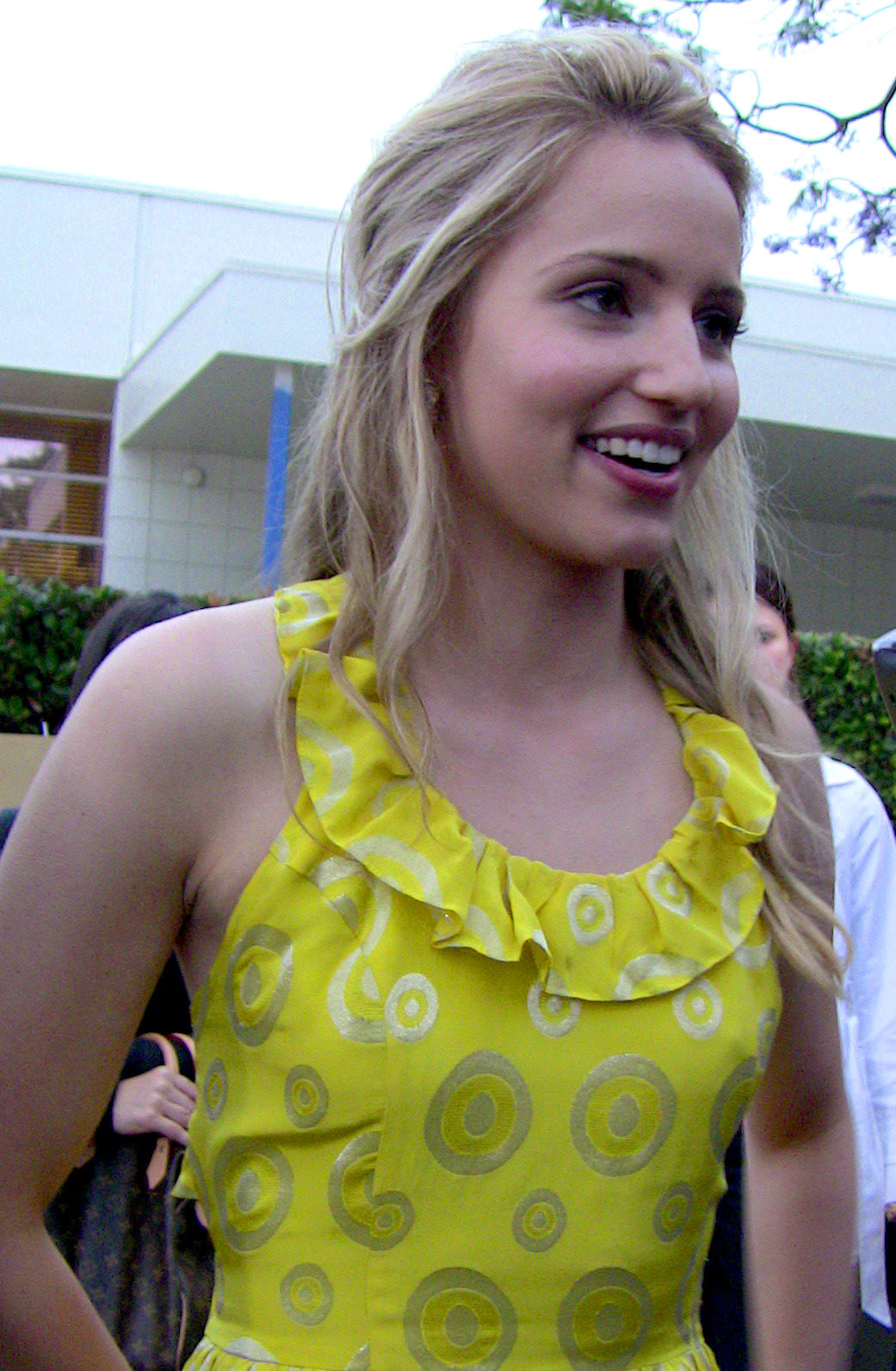
Agron tại buổi công chiếu Glee ngày 11 tháng 5 năm 2009.

Cốt truyện về cái thai tình cờ của nhân vật nhận được những ý kiến trái chiều từ các nhà phê bình. Tim Stack của Entertainment Weekly cho rằng đó là "một, nhưng không mong muốn nó trở thành một cốt truyện lâu dài. Phản hồi đối với cốt truyện của cô ngày càng trở nên tiêu cực, tuy nhiên Agron nhận được nhiều khen ngợi dành cho diễn xuất của mình trong cảnh phim cùng bố mẹ của Quinn ở tập "Ballad". Gerrick D. Kennedy của Los Angeles Times chỉ trích diễn biến của cốt truyện này trong tập "Hairography", và nói rằng mình cảm thấy khó chịu mỗi lần Quinn xuất hiện. Trái lại, Bobby Hankinson của Houston Chronicle tỏ ra thích thú với nhân vật trong tập này, "Tôi rất thích việc cô ấy vừa có thể giữ được sự ngổ ngáo vừa thể hiện được nỗi buồn và cả niềm vui khi biểu diễn "Papa Don't Preach"." Phê bình tập "Journey to Regionals", Darren Franich của Entertainment Weekly cho rằng cảnh lâm bồn của Quinn—xen kẽ với màn biểu diễn "Bohemian Rhapsody" (Queen) của Vocal Adrenaline—vừa "tuyệt vời" vừa "tồi tệ", "Đó thực sự là cảnh lâm bồn lôi cuốn về mặt hình ảnh nhất mà tôi từng thấy ngoài The Miracle of Life. Nhưng tôi khá là thích nó. Ở đâu đó, Freddie Mercury đang gật gù đầy tự hào."
Brett Berk, viết cho tạp chí Vanity Fair, có những nhận xét tích cực về kịch bản dành cho nhân vật Quinn trong mùa thứ hai, khi cốt truyện về cái thai đã kết thúc, và tỏ ra vui mừng khi "Quinn xấu xa" đã trở lại. Joel Kelly của TV Squad chỉ trích quyết định ghép Quinn và Finn thành một cặp trong tập phim với chủ đề Valentine, cho rằng đó là một bước thụt lùi, "Đúng, có cảm giác như đây là Glee kinh điển, bởi phim bắt đầu khi họ đang ở bên nhau. Nhưng cả hai đều đã thay đổi—Quinn thay đổi nhiều hơn Finn—và việc hẹn hò trở lại khiến họ như quay về lúc Quinn vẫn đang là một thành viên đội cổ vũ lạnh lùng còn Finn thì là đội trưởng đội bóng bầu dục tốt tính nhưng ngớ ngẩn."
Sự lột xác của Quinn trong mùa thứ ba nhận được những ý kiến trái chiều. Lesley Goldberg của The Hollywood Reporter coi sự thay đổi này là điểm nhấn của tập phim, và hy vọng tiếp tục được theo dõi thái độ mới của nhân vật. Kevin Fallon của The Atlantic coi điều này là "việc thú vị nhất Quinn từng làm từ khi sinh một đứa bé trên nền nhạc 'Bohemian Rhapsody'", nhưng VanDerWerff cảm thấy rằng diễn biến này là kết quả của việc các nhà sát xuất không còn khả năng khai thác Agron.
Agron cũng xuất hiện trong bộ phim Glee: The 3D Concert Movie của tour diễn Glee Live! In Concert!.
Cô được thông báo là đã trở thành một diễn viên phụ/khách mời trong mùa thứ tư. Cô đã xuất hiện trong các tập Thanksgiving, Naked và I Do..

### Các ca khúc cô dã trình bày

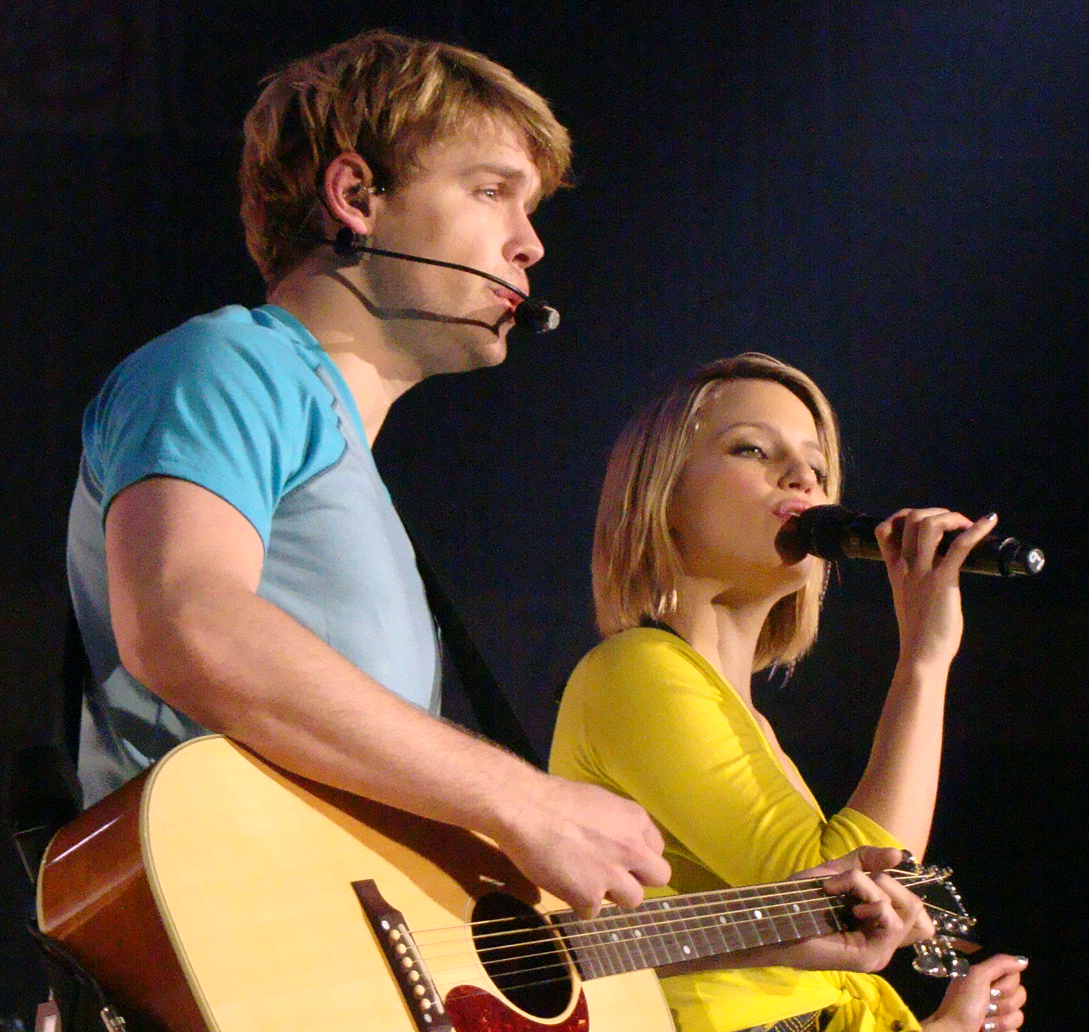
Agron biểu diễn "Lucky" với bạn diễn Glee Chord Overstreet trong tour diễn Glee Live! In Concert! năm 2011.

Một số ca khúc do Agron trong vai Quinn thể hiện đã được phát hành thành đĩa đơn và có thể được tải xuống, cũng như xuất hiện trong các album nhạc phim của Glee. Agron biểu diễn lần đầu tiên ở cuối tập "Showmance" với ca khúc "I Say a Little Prayer" của Dionne Warwick. Ca khúc solo tiếp đó của Quinn nằm trong tập "Throwdown", cô biểu diễn "You Keep Me Hangin' On" của The Supremes. Ca khúc này được phát hành cùng với album Glee: The Music, Volume 1. Sau đó, trong tập "Hairography", Agron biểu diễn solo ca khúc "Papa Don't Preach" của Madonna sau khi bố cô biết được rằng cô đang có thai. Ca khúc này được phát hành thành đĩa đơn. Cô trình bày ca khúc "It's a Man's Man's Man's World" của James Brown trong tập "Funk".
Trong mùa thứ ba, Quinn biểu diễn ca khúc solo đầu tiên kể từ mùa thứ nhất, "Never Can Say Goodbye" của The Jackson 5 và nhận được những phản hồi tích cực.

### Các hoạt động khác
Năm 2007, Agron xuất hiện trong vai Dyanna trong bộ phim hành động tình cảm kinh dị T.K.O. do Declan Mulvey đạo diễn cùng với Samantha Alarcon, Daz Crawford và Christian Boeving. Cô cũng thủ vai Megan trong bộ phim hài Skid Marks do Karl Kozak dạo diễn cùng với Tyler Poelle, Mikey Post và Kathy Uyen.
Năm 2009, Agron viết kịch bản, thủ vai chính, đạo diễn và sản xuất phim hài ngắn A Fuchsia Elephant. Cốt truyện xoay quanh nhân vật của Agron. Ngày cuối cùng trước sinh nhật thứ 18, Charlotte Hill quyết định thay đổi bản thân. Không muốn đi theo vết xe đổ của người mẹ nghiện ngập, cô nhờ một người đồng hành tên là Michael (Dave Franco) giúp đỡ và chỉ dẫn. Phim được quay trong khoảng thời gian Glee tạm dừng lên sóng mùa hè năm 2009. Cô cũng xuất hiện trong phim hài ngắn Dinner with Raphael cùng với Paul Boukadakis và Michael Bower, do Joey Boukadakis viết kịch bản và đạo diễn. Cô còn đóng một vai nhỏ là Sadie trong bộ phim hài Celebrities Anonymous do Dennis Hemphill Jr. đạo diễn cùng với Lindsay Zir và Joey Kern.
Năm 2010, Agron đạo diễn video âm nhạc cho ca khúc "Body" của Thao with the Get Down Stay Down.
Cũng trong năm 2010, Agron đảm nhận vai Minnow, em gái Lila Hayes trong bộ phim hài lãng mạn The Romantics cùng với Anna Paquin, Katie Holmes và Josh Duhamel. Cô còn đóng vai Natalie, hôn thê của nhân vật Jack trong bộ phim Burlesque cùng với Christina Aguilera, Cher và Stanley Tucci.
Agron được tạp chí People chọn vào danh sách những người đẹp nhất năm 2010. Cô cũng xếp ở vị trí thứ 8 trong danh sách Hot 100 của AfterEllen. Thêm vào đó, cô chiếm vị trí thứ 13 trong danh sách 50 nhân vật nữ trên phim truyền hình được yêu thích nhất của AfterEllen với vai Quinn Fabray trong Glee. Sau đó, cô cùng các bạn diễn Naya Rivera và Heather Morris lọt vào ba vị trí đầu bảng trong danh sách Hot 100 năm 2012 của AfterEllen, Agron ở vị trí thứ hai.
Năm 2011, Agron thủ vai Alice cùng với Steven Waddington và Tony Becker trong bộ phim kinh dị The Hunters do Chris Briant đạo diễn. Cô còn xuất hiện trong bộ phim khoa học viễn tưởng hành động kinh dị I Am Number Four do D. J. Caruso đạo diễn cùng với Alex Pettyfer và Timothy Olyphant.

Agron dẫn chương trình cho lễ trao giải GLAAD Media Award vào ngày 2 tháng 6 năm 2012 tại San Francisco. Bạn diễn Glee của cô, Naya Rivera và Cory Monteith, cũng dã từng dẫn chương trình cho lễ trao giải này vào ngày 24 tháng 3 năm 2012 tại thành phố New York. Làm theo truyền thống bán đấu giá những nụ hôn của mình cho khán giả của Rivera, cô thu được 5,500 đô la.
Tháng 3 năm 2012, Agron được thông báo là sẽ đóng vai Sophia cùng với Famke Janssen, Rosario Dawson và Sebastian Stan trong bộ phim Famous do David Foote đạo diễn.
Ngày 13 tháng 7 năm 2012, Agron xác nhận rằng cô sẽ đảm nhận vai Belle Blake trong bộ phim Malavita cùng Robert De Niro và Michelle Pfeiffer.
Tháng 9 năm 2012, Dianna Agron được thông báo là sẽ tham gia vào chiến dịch quảng bá "Play As You Are" cho Nintendo. Cô sẽ xuất hiện trong các đoạn phim quảng cáo của Art Academy: Lessons for Everyone! Trò chơi cho phép người chơi ở mọi trình độ kỹ năng nghệ thuật học hỏi nhiều kỹ thuật vẽ có thể được ứng dụng trong đời thực, từ bút chì, sơn vẽ tranh đến phấn màu. Cô cũng sẽ xuất hiện trong trò chơi phiêu lưu giải đố Professor Layton and the Miracle Mask.
Ngày 25 tháng 2 năm 2013, Dianna trở thành người dẫn chương trình đồng thời biểu diễn "Dreams" và "What's Love Got to Do with It " cùng với A House For Lions tại buổi hòa nhạc "You, Me and Charlie" ở Los Angeles.

## Đời tư
Dianna Agron hẹn hò với bạn diễn I Am Number Four Alex Pettyfer trong vòng một năm.

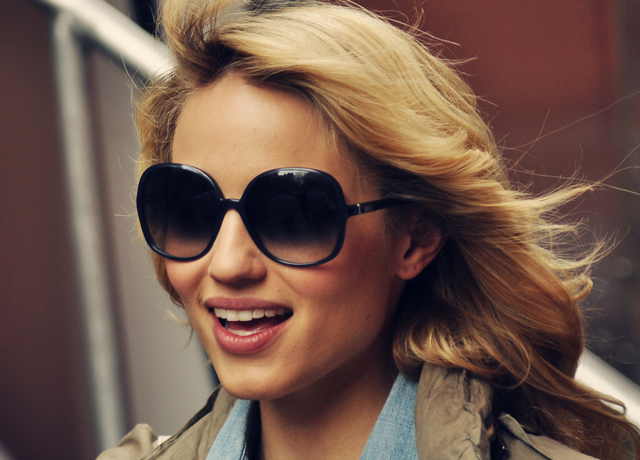
Agron ở New York năm 2011.

Agron ăn chay và là một người ủng hộ cho PETA. Cô cũng đấu tranh cho quyền của người đồng tính.
Năm 2011, cô trải qua một cuộc phẫu thuật mũi để điều trị lệch vách ngăn, hậu quả của một cú va đập vào mũi ở tuổi 14.
Sử dụng tài khoản Tumblr của mình, Agron cho ra mắt trang web You Me & Charlie vào ngày 12 tháng 12 năm 2011. Cùng với sự hỗ trợ của một vài cộng sự, cô viết và thu thập các bài viết về âm nhạc, nghệ thuật, thời trang và những nguồn cảm hứng trong cuộc sống. Vanity Fair đã khen ngợi trang web, nhận xét rằng nó "tràn ngập ánh nắng, niềm lạc quan và những người đẹp."
Tài khoản Twitter của cô bị phá hoại vào ngày 18 tháng 12 năm 2012. Kẻ phá hoại cũng đã đột nhập vào hộp thư điện tử cá nhân của cô và bắt đầu làm rò rỉ nhiều bài hát, kịch bản và tập phim.
Năm 2012, Agron hợp tác với The Trevor Project để quyên góp tiền cho ngày sinh nhật của mình. Cô và người hâm mộ đã quyên góp được hơn 26,000 đô la.
Cô cũng thông qua tài khoản Tumblr của mình để cổ vũ người hâm mộ quyên góp cho một số tổ chức như 826LA and và Wildlife Waystation.

## Các phim đã đóng
| Điện ảnh    | Điện ảnh                         | Điện ảnh             | Điện ảnh                                    | Điện ảnh |
| Năm         | Tên phim                         | Vai diễn             | Ghi chú                                     |          |
| ----------- | -------------------------------- | -------------------- | ------------------------------------------- | -------- |
| 2005        | Talkers Are No Good Doers        | Jen                  | Ra mắt lần đầu tiên                         |          |
| 2006        | After Midnight: Life Behind Bars | Kelly                | Phim truyền hình                            |          |
| 2006        | When a Stranger Calls            | Thành viên đội cổ vũ | Khách mời (không được đề tên)               |          |
| 2007        | T.K.O.                           | Dyanna               | Vai chính                                   |          |
| 2007        | Rushers                          | Dianna Agron         | Phim ngắn                                   |          |
| 2007        | Skid Marks                       | Megan                | Vai chính                                   |          |
| 2009        | Dinner with Raphael              | Dianna               | Phim ngắn Funny or Die                      |          |
| 2009        | A Fuchsia Elephant               | Charlotte Hill       | Phim ngắn                                   |          |
| 2009        | Celebrities Anonymous            | Sadie                | Phim truyền hình                            |          |
| 2010        | Bold Native                      | Samantha             | Vai phụ                                     |          |
| 2010        | The Romantics                    | Minnow Hayes         | Vai phụ                                     |          |
| 2010        | Burlesque                        | Natalie              | Vai phụ                                     |          |
| 2011        | The Hunters                      | Alice                | Vai chính                                   |          |
| 2011        | I Am Number Four                 | Sarah Hart           | Vai chính                                   |          |
| 2011        | Glee: The 3D Concert Movie       | Quinn Fabray         | Diễn viên chính                             |          |
| 2013        | Unity                            | Người kể chuyện      | Phim tài liệu                               |          |
| 2013        | Malavita                         | Belle Blake          | Hậu kỳ                                      |          |
| 2013        | Famous                           | Sophia               | Pre-production                              |          |
| Truyền hình |                                  |                      |                                             |          |
| Năm         | Tên phim                         | Vai diễn             | Ghi chú                                     |          |
| 2006        | Close To Home                    | Cô gáy say rượu      | Tập: "Homecoming"                           |          |
| 2006        | CSI: NY                          | Jessica Grant        | Tập: "Murder Sings the Blues"               |          |
| 2006        | Drake & Josh                     | Lexi                 | Tập: "The Great Doheny"                     |          |
| 2006        | Shark                            | Gia Mellon           | Tập: "Love Triangle"                        |          |
| 2006-2007   | Veronica Mars                    | Jenny Budosh         | 3 tập                                       |          |
| 2007        | Heroes                           | Debbie Marshall      | 4 tập                                       |          |
| 2007        | It's a Mall World                | Harper               | Diễn viên chính                             |          |
| 2008        | Heroes Unmasked                  | Debbie Marshall      | Sê ri phim tài liệu                         |          |
| 2008        | Numb3rs                          | Kelly Rand           | Tập: "Jack of All Trades"                   |          |
| 2009-nay    | Glee                             | Quinn Fabray         | Diễn viên chính (Mùa 1-3) Khách mời (Mùa 4) |          |
| 2012        | Punk'd                           | Chính mình           | Tập: "Hayden Panettiere"                    |          |
| 2012        | The Glee Project                 | Chính mình           | Tập: "Actability"                           |          |

## Giải thưởng
| Năm  | Giải thưởng                         | Hạng mục                                             | Đề cử cho  | Kết quả   |
| ---- | ----------------------------------- | ---------------------------------------------------- | ---------- | --------- |
| 2010 | Screen Actors Guild Awards          | Màn biểu diễn nhóm xuất sắc trong một sê ri phim hài | Glee       | Đoạt giải |
| 2010 | Teen Choice Awards                  | Nữ diễn viên phim truyền hình đột phá                | Glee       | Đề cử     |
| 2010 | Breakthrough of the Year            | Diễn viên mới đột phá                                | Glee       | Đoạt giải |
| 2011 | Screen Actors Guild Awards          | Màn biểu diễn nhóm xuất sắc trong một sê ri phim hài | Glee       | Đề cử     |
| 2011 | Teen Choice Awards                  | Nữ diễn viên phim truyền hình xuất sắc               | Glee       | Đề cử     |
| 2011 | Victoria's Secret: What's Sexy List | Nụ cười gợi cảm nhất                                 | Chính mình | Đoạt giải |
| 2012 | Screen Actors Guild Awards          | Màn biểu diễn nhóm xuất sắc trong một sê ri phim hài | Glee       | Đề cử     |
| 2012 | Teen Choice Awards                  | Nữ diễn viên phim truyền hình xuất sắc               | Glee       | Đề cử     |
| 2012 | Giffoni Award                       | Không rõ                                             | Chính mình | Đoạt giải |
| 2013 | Screen Actors Guild Awards          | Màn biểu diễn nhóm xuất sắc trong một sê ri phim hài | Glee       | Đề cử     |

## Danh sách đĩa nhạc
- Glee: The Music, Volume 1
- Glee: The Music, The Power of Madonna
- Glee: The Music, Volume 3 Showstoppers
- Glee: The Music, Journey to Regionals
- Glee: The Music, The Rocky Horror Glee Show
- Glee: The Music, The Christmas Album
- Glee: The Music, Volume 4
- Glee: The Music, Volume 5
- Glee: The Music, Volume 6
- Glee: The 3D Concert Movie (Motion Picture Soundtrack)
- Glee: The Music, Volume 7
- Glee: The Music, The Graduation Album
- Glee: The Music, Season 4, Volume 1